# Walter Haubrich
Walter Haubrich (en un lloc en el Westerwald, 25 d´ agosto de 1935; mort el 6 d'abril de 2015, Madrid) era un periodista alemany.
Estudià filologia romànica i literatura alemanya a la Universitat de Frankfurt del Main, i completà els estudis a les universitats de Dijon, Madrid i Salamanca. Treballà com a lector d'alemany a les Universitats de Valladolid i Santiago de Compostel·la i el 1968 començà a treballar com a corresponsal a Madrid del diari Frankfurter Allgemeine Zeitung (FAZ), on va destacar amb les seves cròniques del final del franquisme, sobre Portugal, el Magrib i Amèrica Llatina. Va passar llargues temporades a Argentina, Bolívia, Perú, Mèxic i Cuba i va treballar com a corresponsal a Paris. El 2001 va rebre el Premi de Periodisme Francisco Cerecedo. A partir de la tardor del 2002 representa com corresponsal al Frankfurter Allgemeine Sonntagszeitung (suplement dominical del Frankfurter Allgemeine Zeitung).

## Obres
- Francos Erben. Spaniens Weg in die Gegenwart (Els hereus de Franco. El camí d'Espanya vers el present, 1976),
- Andalusien" (1983)
- Madrid (1987)
- Juan Carlos I. von Spanien. Rede vom 23. Februar 1981 (Joan Carles I d'Espanya i l'intent de cop d'estat del 23 de febrer de 1981, 1992)
- Städte Lateinamerikas (Ciutats d'Amèrica Llatina, 1994)
- Spaniens schwieriger Weg in die Freiheit (El camí difícil d'Espanya cap a la llibertat, 1995-2005)